# Hrabia Orlok

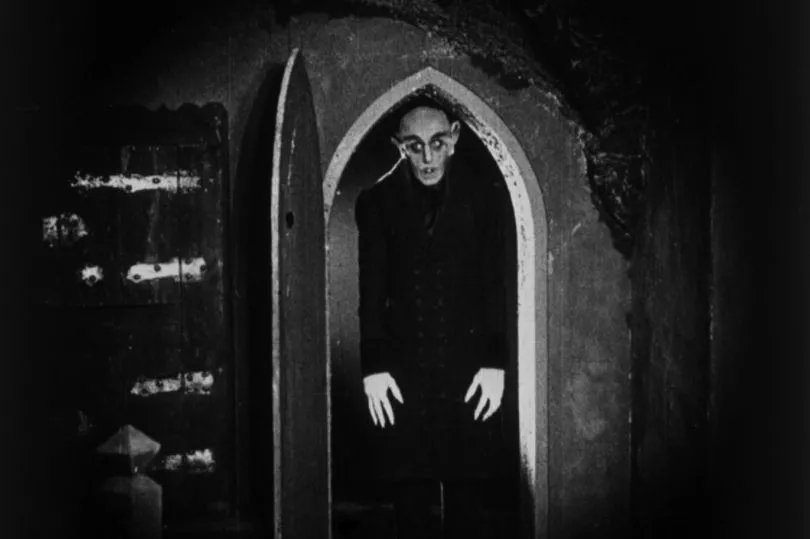
Hrabia Orlok w scenie filmu Nosferatu – symfonia grozy (1922)

Hrabia Orlok (niem. Graf Orlok) – postać fikcyjna, która pojawia się w niemieckim niemym filmie Nosferatu – symfonia grozy (1922) i jego kolejnych remake’ach, oparta na postaci hrabiego Drakuli, stworzonej przez irlandzkiego pisarza Brama Stokera.

## Opis postaci
Hrabia Orlok, znany też jako Nosferatu, mieszka samotnie w rozległym zamku ukrytym wśród poszarpanych szczytów w odległym zakątku Karpat. Zamek został zapomniany przez świat na wieki, spowijają go cienie i jest mocno zaniedbany, co wywołuje bardzo złowrogi nastrój. Orlok jest w zmowie z agentem mieszkaniowym Knockiem i chce kupić dom w (fikcyjnym) mieście Wisborg w Niemczech. Miejscowi chłopi żyją w strachu przed widmami i wilkołakami nawiedzającymi region i nigdy nie wychodzą po zmroku. Thomas Hutter lekceważy ich strach, uważając go za przesąd i wyrusza z polecenia swojego pracodawcy Knocka do zniszczonego zamku; jednakże wystraszony woźnica nie chce go przewieźć przez prowadzący do zamku most. Przez resztę drogi wozi go ubrana na czarno postać w czarnym powozie (Orlok w przebraniu). Kiedy Hutter przybywa do zamku, wita go hrabia; obaj jedzą razem kolację i omawiają zakup wspomnianego domu przez Orloka. Hutter przypadkowo kaleczy się w kciuk podczas krojenia chleba, a hrabia ledwo jest w stanie powstrzymać swoją chęć wyssania krwi z jego rany. Po tym, jak Hutter pada osłabiony na krzesło, Orlok żywi się jego krwią, ale nie jest to pokazane na ekranie; Hutter następnego dnia odkrywa dwa ugryzienia w szyję, ale przypisuje je komarom, nieświadomy w tym momencie, że jego gospodarz jest w rzeczywistości wampirem.
Hutter uświadamia sobie tę przerażającą prawdę dopiero później w swoich komnatach, po lekturze Księgi wampirów i odkrywa, że jest uwięziony w zamku przez hrabiego. Nocą Orlok atakuje leżącego w łóżku Huttera, ale jego ukochana żona Ellen, poprzez telepatię wyczuwa, że życie jej męża jest w śmiertelnym niebezpieczeństwie; krzyczy do niego i jakimś cudem Orlok nie jest w stanie go zaatakować. Następnego ranka Hutter przeszukuje zamek i ku swojemu przerażeniu odkrywa, że Orlok „śpi” w piwnicy w brudnej trumnie wypełnionej ziemią. Hutter następnie jest świadkiem, jak Orlok ładuje wóz z kilkoma trumnami wypełnionymi ziemią, ukrywając się w jednej z nich i zostają wywiezione w celu załadowania ich na statek płynący do Wisborga. Później okazuje się, że ta gleba jest nieświętą ziemią z grobu Orloka; według Księgi wampirów hrabia musi spać za dnia w bezbożnej ziemi ze swoich grobów, aby zachować swoją moc.
Na pokładzie statku Orlok zabija każdego członka załogi, aż zostaje tylko kapitan i jego pierwszy oficer. Później, gdy pierwszy oficer udaje się do ładowni, aby zbadać sprawę, hrabia wstaje ze swojej trumny, wprawiając w przerażenie pierwszego oficera, który ze strachu wyskakuje za burtę. Kapitan przywiązuje się do steru statku, a następnie podkrada się do niego Orlok i zabija kapitana.
Po przybyciu do Wisborga hrabia atakuje miasto szczurami śpiącymi w jego trumnach, a niezliczona liczba ludzi pada ofiarą epidemii, co zmusza lokalne władze do ogłoszenia kwarantanny i wywołuje histerię wśród mieszkańców. Jednak zamiast powrócić jako wampiry, jego ofiary po prostu umierają. Ellen i Hutter znają przyczyny zarazy, ale obawiają się, że nie są w stanie powstrzymać wampira. Ellen patrzy ponuro, jak po pustych ulicach niesione są rzędy trumien, i zdaje sobie sprawę, że Orloka należy powstrzymać. Ellen dowiaduje się z Księgi wampirów, że zamiast wbijać kołek w serce, wampira można pokonać tylko wtedy, gdy kobieta o czystym sercu dobrowolnie pozwoli mu się nią karmić na tyle długo, aby uniemożliwić mu szukanie schronienia przed wschodem słońca. Ellen zwabia Orloka do swojego pokoju i kładzie się do łóżka, podczas gdy on wysysa krew z jej szyi. Słońce wschodzi, a Orlok pod wpływem słonecznych promieni płonie w chmurze dymu. Jego sługa Knock wyczuwa, że Orlok nie żyje. Wkrótce potem Ellen umiera.